# František Kruliš
Plukovník František Kruliš (22. května 1892 Přítoky – 9. září 1970 Praha) byl legionář, důstojník československé armády a odbojář z období druhé světové války.

## Život

### Mládí a první světová válka
František Kruliš se narodil 22. května 1892 ve vsi Přítoky v kutnohorském okrese do rodiny rolníka Františka Kruliše a jeho manželky Marie, roz. Benešové. Mezi lety 1911 a 1913 vystudoval lesnickou školu v Písku a poté pracoval na lesním úřadu v Kutné Hoře. 25. srpna 1914 byl povolán k prezenční službě u pěšího pluku v Jičíně a 5. října téhož roku odeslán se 14. polní rotou na srbskou frontu. Zde padl 13. prosince do zajetí. O rok později 1. prosince 1915 byl ze srbského zajetí přesunut do italského, kde pobyl do 31. 7. 1916. Poté putoval do zajetí francouzského, kde 14. prosince 1917 vstoupil do Československých legií. Prodělal kulometný kurz a v rámci 22. československého střeleckého pluku se zúčastnil bojů u Vouziers.

### Mezi světovými válkami
Do Československa se vrátil 26. ledna 1919 a svoji domácí vojenskou kariéru zahájil u střeleckého pluku v Jičíně. Od 1. dubna 1920 sloužil jako správce vojenského dřevařského podniku ve Stakčíně, postupně si doplňoval lesnické i vojenské vzdělání a hodnostně stoupal do hodnosti kapitána. V listopadu 1922 se vrátil zpět do Jičína k 22. střeleckého pluku. V září 1930 byl převelen pěšímu pluku do Liberce, dále se vojensky vzdělával a dosáhl hodnosti majora. 1. prosince 1936 byl jmenován velitelem praporu Stráže obrany státu v Liberci a zároveň vojensko-technickým referentem u hlavního okresního politického úřadu tamtéž a v červenci 1937 byl povýšen na podplukovníka. Jeho působení v neklidném pohraničí bylo kladně hodnoceno. Po odstoupení Liberecka Německu přesídlil do Turnova.

### Druhá světová válka
Po německé okupaci byl František Kruliš vyšetřován za neodevzdání 1200 výstrojních souprav ze zásob praporu SOS. V červnu 1939 se zapojil do Obrany národa pod velením plk. Aloise Vernera pomáhal vytvářet na Jičínsku odbojové buňky. Po Vernerově zatčení pomáhal jeho rodině. 7. prosince 1942 byl zatčen a vyslýchán. V únoru 1943 se zapojil do činnosti ÚVODu, od března 1944 pak byl ve spojení s velitelstvím Alex gen. Františka Slunečka. Stal se vojenským velitelem politického okresu Jičín, kde vybudoval vojenskou organizaci na vysoké úrovni. Podporoval výsadek Barium a ve spolupráci s ním vybral dopadové plochy pro příjem zbraní a parašutistů. 25. listopadu 1944 byl opět zatčen Gestapem a poté tvrdě vyslýchán a vězněn v Kartouzích. 6. března 1945 byl převezen do Terezína, kde měl být bez soudu zastřelen. Onemocnění tyfem[nepřesný odkaz] jej před popravou zachránilo a dočkal se osvobození.

### Po druhé světové válce
Následky výslechů, věznění a tyfu způsobily, že byl František Kruliš prohlášen za částečně invalidního. U armády ale zůstal a opět sloužil u pěšího praporu v Jičíně. Později byl povýšen na plukovníka a stal se velitelem pěšího praporu v Mladé Boleslavi. Od 15. února 1947 vyučoval na Vysoké škole válečné taktiku pěchoty. Přes dobré posudky byl 1. srpna 1947 přeložen do výslužby. Zemřel 9. září 1970 v Praze.

## Rodina
V roce 1922 se oženil se Zdenkou Lachmanovou a ještě téhož roku se manželům narodila dcera Jarmila - budoucí herečka Národního divadla, v roce 1925 pak syn Zdeněk. Zdeněk Kruliš se stejně jako jeho otec stal vojákem, ale v roce 1970 byl z armády propuštěn kvůli nesouhlasu s invazí vojsk Varšavské smlouvy. Vnukem Františka Kruliše a synem jeho dcery Jarmily je herec David Vejražka.